# Bird Now
Bird Now ist ein belgischer Dokumentarfilm über den Jazz-Musiker Charlie Parker aus dem Jahre 1987.

## Handlung
Bird Now ist der semi-dokumentarische Versuch, sich der Jazz-Legende Charlie Parker, Spitzname: „Bird“ zu nähern. Poesievolle Impressionen aus New York werden mit Parkers Musik unterlegt; kurze Spielszenen wechseln ab mit Interview-Beiträgen, unter anderem mit Parkers musikalischem Alter Ego Dizzy Gillespie, Weggefährten wie dem Bassisten Tommy Potter, dem Schlagzeuger Roy Haynes, dem Sänger Earl Coleman sowie Parkers Ehefrauen Doris und Chan Parker. Höhepunkt des filmischen Features bilden die beiden einzigen Original-Filmaufnahmen des Saxophonisten.
Die Uraufführung erlebte Bird Now beim Belga Jazz Festival am 10. November 1987 in Liège; die deutsche Erstaufführung fand im Internationalen Forum des jungen Films bei der Berlinale statt.

## Kritiken
Helmut Weihsmann schrieb in Film.at: „Regisseur Huraux geht wie ein Schnüffler vor und bietet nicht nur eine gut recherchierte, auch komplexe Monographie über den toten Helden einer Generation, sondern er schafft zugleich eine Phantasmagorie über Parkers Mission und Vision. Darüber hinaus entwirft er eine Vorstellung über den damaligen Zeitgeist der ‚Lost Generation‘ ohne die üblichen schulmeisterlichen Kommentare und Verweise.“

## Quelle
- Lothar R. Just: Film-Jahrbuch 1989. Heyne, München 1990, ISBN 3-453-03012-5.